# Jeronim de Rada
Jeronim de Rada, olaszul Girolamo de Rada (Macchia Albanese, 1814. november 29. – San Demetrio Corone, 1903. február 28.) arberes (olaszországi albán) költő, publicista, folklorista, pedagógus. A 19. század második felében az olaszországi albánok közművelődési és társadalmi életének meghatározó alakja, akinek hatása az anyaországi albánok önállósági törekvéseire is jelentős volt. Jogi tanulmányait követően tanári pályára lépett, de életét alapvetően az arberes népköltészet gyűjtésének, monumentális költői művei megírásának szentelte. Az 1836-ban megjelent Milosao énekei bizonyult munkássága egyik legmaradandóbb darabjának, amelynek megjelenése egyúttal az albán nemzeti mozgalom, a Rilindja és a romantikus albán irodalom nyitányát is jelentette. Életművének másik két jelentős darabja, epikus költeménye a Serafina Topia históriás énekei (1839) és A szerencsétlen Szkander bég (1872). Művei nem pusztán költői munkák és nem is elsősorban költészeti értéküknél fogva jelentősek, hanem azért, mert de Rada az albán nemzeti egység politikai vízióját tette meg művei fő mondandójává. Főként olasz, kisebbrészt albán nyelvű publicisztikai munkásságával az elkövetkező évtizedek albán politikai törekvéseinek egyik programadó teoretikusa volt, emellett jelentősen hozzájárult az albán történelem és kultúra iránti európai érdeklődés kibontakozásához is. Nevéhez fűződik az egyik legteljesebb arberes népköltészeti antológia kiadása (1866), valamint az első, albán nyelven is publikáló folyóirat, a néhány hónapig megjelent L’Albanese d’Italia (’Itáliai Albánok’) alapítása és szerkesztése (1848).

## Életútja
Calabria egyik hegyvidéki albán falujában, Macchia Albanesében született. Apja a helyi görögkatolikus közösség papja, egyúttal a San Demetrio Corone-i Szent Adrián Arberes Kollégium görög- és latintanára volt. Iskolai tanulmányait az ifjú de Rada is a San Demetrio Corone-i kollégiumban végezte el. 1834 októberében apja kívánságára beiratkozott a Nápolyi II. Frigyes Egyetem jogi karára. Tanulmányait az 1836–1837-es nápolyi kolerajárvány idején megszakította, és ideiglenesen hazatért Calabriába.
1839 körül a hatóságok gyanúba fogták, hogy részese volt egy Nápolyban szerveződő Bourbon-ellenes összeesküvésnek. 1848. február 23-án útjára indította az olasz–albán nyelvű L’Albanese d’Italia (’Itáliai Albánok’) című folyóiratot. Az 1848-as nápolyi forradalmi eseményekben a liberálisokat támogatta, a mozgolódás leverését követően, június 7-én lapját bezárta. Ezt követően alma materében, a San Demetrio Corone-i kollégiumban vállalt tanári állást, ahol elérte, hogy az albán nyelv oktatását is bevezessék a tanrendbe. 1853-ban liberális nézetei miatt eltanácsolták az iskolából.
Időközben 1850-ben feleségül vette a Cavallerizzo nevű albán faluból származó Maddalena Melicchiót. Házasságukból négy fiúgyermek született: Giuseppe, Michelangelo, Rodrigo és Ettore. Az elbocsátása utáni évtizedben életének nehéz korszaka következett: elveszítette feleségét, mind a négy fiúgyermekét, gyászát pedig fivéreinek halála csak tovább növelte. Életét a calabriai hegyvidéken, félreeső szülőfalujában, visszavonultan és jövedelem nélkül élte. Egy reménytelenséggel terhelt pillanatban megsemmisítette valamennyi népköltészeti gyűjtése kéziratát.
Végül másfél évtized elteltével, 1868-ban kinevezték a Corigliano Calabró-i Scuola Garopoli középiskola igazgatójává. Tíz éven át irányította a tanintézet tevékenységét, emellett az iskolának saját nyomdát is szervezett Tipografia Albanese néven. 1876-tól segítette az óhazában szervezkedő albán nacionalista mozgalmat, fegyvereket szállíttatott albán földre, 1878-ban pedig publicisztikáiban hevesen tiltakozott a berlini kongresszusnak az albánokat hátrányosan érintő rendelkezései ellen. 1883 júniusában egy újabb kétnyelvű folyóiratot indított útjára, ezúttal Fiamuri Arbërit / La Bandiera dell’Albania (’Albánia Zászlaja’) címen. Az először szülőfalujában, majd Cosenzában kiadott havilapnak betiltásáig, 1887 novemberéig volt alapító szerkesztője. 1892-ben alma matere és korábbi munkaadója, a San Demetrio Corone-i kollégium hívta meg ismét tanári karába, ahol albán nyelvet és irodalmat oktatott az iskola falai között. Egyik legutolsó műve önéletírása volt, amelyet 1898–1899-ben négy füzetben jelentetett meg.
Nyolcvannyolc esztendősen, félig vakon, elszegényedve és magára hagyottan halt meg San Demetrio Coronében 1903. február 28-án.

## Munkássága
Az albán történetírás Jeronim De Radát a legjelesebb arberes és albán költők között, a 19. századi nemzeti romantika irodalmának atyjaként, emellett a nemzeti függetlenségi küzdelmek egyik legnagyobb hatású alakjaként tartja számon. Költői műveiben és publicisztikáiban egyaránt az albánok nemzeti egységének és függetlenségének szószólójaként lépett fel. Szenvedélyesen támogatta a nemzeti ügyet, jelentősen hozzájárult az itáliai és anyaországi albánok nemzeti öntudatának megerősödéséhez, az albán nemzeti irodalom kialakulásához.

### Irodalmi munkássága
De Rada már egyetemi évei előtt is elsősorban az irodalom és a népköltészet iránt érdeklődött, és későbbi életművében ezt a vonzódását teljesítette ki. Fiatalon megismerkedett az ókori és újkori szerzők (Shakespeare, Goethe, Calderón de la Barca és mások) műveivel, de legfőképpen kora irodalmának rajongója volt. Különösen nagyra becsülte Victor Hugo és Ugo Foscolo írásait.
Irodalmi munkásságának íve, költészetének változása nehezen felrajzolható valamiféle tematikai vagy formanyelvi palettán. Életművének három legfontosabb darabja például csak a történeti hátteret – valamennyi a 15. században játszódik –, valamint azt a törekvését illetően egységes, hogy anyanyelvét, a calabriai arberest kívánta az irodalmi nyelvek szintjére emelni. Hangsúlyait, témakezelését, kifejezőeszközeit és formanyelvét illetően azonban művei nagy változatosságot mutatnak. Költészetének alakulása és változása azért is nehezen megragadható, mert de Rada folyamatosan dolgozott mindhárom művén, nyelvezetüket csiszolta, történetüket bővítette, és bár a módosításokon nyomott hagytak éppen aktuális életérzései, mindvégig ragaszkodott a művek eredeti, gyakran kiforratlan irodalmi megoldásaihoz. Ilyen módon lírájának alakulása nem más, mint a három mű egymással voltaképpen párhuzamos keletkezés- és átdolgozástörténete. Emellett de Rada irodalmi életműve nem elsősorban költészeti-művészeti értékénél, hanem társadalmi mondanivalójánál, az albán politikai életre, közművelődésre és irodalomra gyakorolt hatásánál fogva jelentős. Az angol Stuart E. Mann értékelése szerint de Rada költészetét „a cselekmény és a szerkezet erőtlensége, nyelvi bizonytalanság, elcsépelt párbeszédek és történelmi-politikai tárgyszerűtlenség” jellemzi. Ugyanakkor a kortársak közül – az albán irodalmi élet kiválóságait nem tekintve – de Rada munkásságára felfigyelt a francia Alphonse de Lamartine, aki ischiai nyaralása alkalmával személyesen is bátorította az arberes költőt, a provanszál Frédéric Mistral pedig csodálatát fejezte ki az 1836-os Milosao énekei kapcsán. Költeményeinek népköltészeti forrású lírai betétjei a későbbiekben maguk is népdalokká váltak az arberesek szájhagyományában.
Első versét 1830-ban, tizenhat éves korában írta még olaszul Odise (’Odüsszeusz’) címen, 1834-től pedig az olaszországi albánok körében gyűjtött népdalokat. 1836-ban jelent meg olasz címmel – Poesie albanesi del secolo XV: Canti di Milosao, figlio del despota di Scutari (’Albán versek a 15. századból: Milosao, a szkutari despota fiának énekei’) –, de albán nyelven első nagyobb lélegzetű költői munkája, műfaji szempontból lírai betétekkel tagolt balladafüzérje. De Rada az első, 1836-os kiadást követően még többször átdolgozta művét, előbb 1847-ben, majd 1873-ban adta ki a Milosao énekeinek javított változatait. A végső formájában harminckilenc énekből álló mű bizonyult szépírói munkássága legmaradandóbb darabjának. De Rada a romantikus balladafolyamban egy 15. századi nemesi ifjú, Milosao szerelmének történetét énekelte meg. Az ifjú szerelembe esik egy szegény sorsú pásztor gyönyörű leányával, Rinával. A kettejük között tátongó társadalmi szakadék miatt azonban eleinte házasságról szó sem lehet, ezt csak Milosao elszegényedése teszi lehetővé. Frigyükből fiú születik, aki csakhamar meghal, és bánatában anyja, Rina is utánamegy. Milosaót a tragédia lesújtja, de egy ellenséges sereg érkezésének hírére búját feledve fegyvert ragad, és hazája védelmében esik el a csatamezőn. Több forrás a Milosao énekeit tartja a Rilindja, a nemzeti romantikus irodalom egyik nyitányának. Ennek oka nem csak az, hogy a Milosao énekeivel a vallási jellegű irodalmi hagyományt háttérbe toló világias költészet megjelent az albán irodalomban, hanem az is, hogy de Rada témáját kibontva a személyes boldogságot és tragédiát a nemzetért folytatott harc alá rendelte. A mű nagy hatást gyakorolt a kortárs lírikusokra és a következő nemzedékek költőire.
Második nagyobb lélegzetű albán nyelvű irodalmi műve 1839-ben jelent meg Canti storici albanesi di Serafina Thopia, moglie del principe Nicola Ducagino (’Serafina Topia, Nikollë Dukagjini fejedelem asszonyának albán históriás énekei’) címmel. A könyvet kevéssel később a Bourbon-hatóságok elkobozták és bezúzatták, miután de Radát kapcsolatba hozták egyes összeesküvői csoportokkal. Négy évvel később, 1843-ban de Rada ezért átdolgozva újra kiadta a munkát, ezúttal Canti di Serafina Thopia, principessa di Zadrina nel secolo XV (’Zadrima 15. századi fejedelemasszonya, Serafina Topia énekei’) címen, fél évszázaddal később, 1898-ban pedig a mű harmadik, átdolgozott változata is megjelent. A Milosao énekeihez hasonlóan a végső formájában négy könyvből és harminchárom énekből álló mű története szintén a 15. században játszódik, a Rómeó és Júlia-téma albán változata. De Rada azonban ezúttal a naplóvers műfaját választotta tíz énekből álló története elmeséléséhez. A fiktív ártai herceg leánya, Serafina a rivális család egyik sarjával, Bòzdar Stresittel esik szerelembe, de szenvedélyük mindörökre plátói marad. A költői mű különlegessége, hogy egyfelől az alapvetően romantikus történetbe de Rada az arberes hitvilág számos elemét beleszőtte, másfelől pedig az albán nemzet politikai egységének romantikus himnusza lett. A történet végkifejlete ugyanis az, hogy Serafina személyes boldogságát feláldozva feleségül megy az észak-albániai vidékek hercegéhez, Nikollë Dukagjinihez, így frigyükkel az albánok lakta területek egyesülnek.
Az 1837-ben megkezdett, majd három évtizedet is meghaladó munka után először 1872-ben megjelent Scanderbeccu i pa faan (’A szerencsétlen Szkander bég’) című munkáját maga de Rada élete fő műveként tartotta számon. Műfajilag ez a munkája a Milosao énekeihez hasonlóan szintén balladafüzér, amelyet de Rada folyamatosan át- és átdolgozott, 1872 és 1884 között négy kiadást ért meg a munka. A mű címszereplője a 15. századi nemzeti hős, az oszmánok terjeszkedésének megálljt parancsoló Szkander bég. De Rada eredeti célja az albán népi legenda- és balladaanyag egymásba fűzésével egy monumentális történelmi-költői tabló elkészítése volt, de a mű első változata sem formanyelvében, sem szerkezetében nem volt egységesnek mondható. Kritikusaira hallgatva a szerző később átdolgozta művét, tizennégy históriás énekre bontva a szerkezetet. De Rada A szerencsétlen Szkander bég megírásakor több ponton is eltért a címszereplő alakja körül kialakult irodalmi hagyománytól. Elsősorban is az 1418 és 1444 között eltelt évekbe helyezte művét, ami Szkander bég életének korai szakaszával, gyermek- és ifjúkorával, a birodalmi udvarban emelkedő katonai pályájával esik egybe, és a történetmesélés éppen abban az évben, 1444-ben ér véget, amikor megindult az oszmánok ellen vívott negyedszázados fegyveres küzdelem. Másodsorban nem Szkander bég életének és cselekedetének epikus jellegű kibontását kapja az olvasó, maga a hős csak elvétve jelenik meg a mű lapjain. A balladafolyam inkább az ország korabeli életét, a különböző társadalmi rétegeket és törekvéseiket ábrázolja egymáshoz szorosan nem kapcsolódó, a főtémától el-elkalandozó közjátékok formájában.
De Rada magyar vonatkozású, rövidebb műve a Hunyadi Jánosról szóló, Giovane Uniade című elbeszélő költemény. Költeményei mellett szépirodalmi munkásságának jelentős darabja az 1846-ban I Numidi (’A númidiaiak’) címen megjelent történelmi tragédiája, amelyet szintén csaknem fél évszázad elteltével, 1892-ben átdolgozva és Sofonisba címen újra kiadott, de csak mérsékelt sikert aratott vele. 1866-ban adta ki arberes népköltészeti antológiáját, amely azóta is az olaszországi albán folklór egyik legszínesebb tárháza. Műfordítóként 1896-ban adta ki olasz nyelvű albán irodalmi antológiáját, amelyben kortárs arberes szerzők, köztük Jul Variboba és Francesco Santori költeményeit adta ki saját fordításában.

### Publicisztikai és művelődésszervezési munkássága
De Rada politikai publicisztikájában a felekezetek szerinti föderatív – katolikus észak, ortodox dél és muszlim középső országterületekből álló – állami berendezkedést tartotta üdvösnek a leendő Albánia számára, de ez irányú gondolatait a nemzeti egység elvét pártoló albán mozgalmak vezetői, köztük Sami Frashëri sem támogatták. Elgondolásait nem az oszmánellenesség hatotta át, sőt, az oszmánokkal vállvetve vívott küzdelemre ösztönözte népét a két fő „ellenség”, az albánokkal szomszédos szláv népek és görögség ellen. Egyéb témájú írásaival jelentősen hozzájárult ahhoz, hogy az olaszországi és európai tudományos körök figyelme az albán történelem és művelődés kérdései felé forduljon. E tekintetben különösen jelentősek az 1860-as évektől megjelentetett, többnyire olasz nyelvű történeti, nyelvészeti és esztétikai írásai. Nyelvtörténeti szempontból az albán nyelv pelaszg és illír eredetének szószólója volt, levezette elméletét a görög mitológia istenneveinek pelazg etimológiájáról, ezzel az albánok nyugat-balkáni őshonosságát kívánta igazolni. Levelezésben állt a nemzeti megújhodás mozgalma, a Rilindja több képviselőjével, Thimi Mitkóval, Zef Jubanival, Spiro Dinével, Sami Frashërivel és Dora d’Istriával, valamint az albán kultúra iránt érdeklődő olyan tudósokkal és irodalmárokkal, mint Auguste Dozon, Josefine von Knorr és Gustav Meyer.
Első folyóirata, az 1848-ban 3200 példányban megjelent L’Albanese d’Italia fejléce szerint politikai, társadalmi és irodalmi lap, egyúttal az első, albán nyelven is publikáló folyóirat volt. Szerkesztésével és kiadásával – az albán történelem és kultúra megismertetése mellett – de Rada jelentősen hozzájárult az albán nemzettudat 19. század közepi szárba szökkenéséhez, a lapban megjelent írások társadalmi igazságosságot, egyenlőséget követeltek az albánok számára, sürgették az albán nyelvű iskolarendszer kiépítését. 1883–1887 között megjelent lapja, a Fiamuri Arbërit szintén kora albán publicistáinak és az albán függetlenség ügyének egyik legfontosabb fóruma volt. San Demetrio Corone-i anyaintézményében tanítványai közé tartozott Bernardo Bilotta arberes költő és folklorista, Luigj Gurakuqi albán politikus és pedagógus. 1895-ben ő szervezte meg az első, Corigliano Calabróban megrendezett albanológiai konferenciát, de tevékenyen közreműködött a második, 1897-es lungrói tanácskozás megszervezésében is. 1897-től kezdeményezte, hogy a nápolyi Keleti Intézetben albanológiai osztály létesüljön. A végül 1901-ben életre hívott albanológiai tanszék első vezetője a szintén arberes Giuseppe Schirò lett.

### Főbb művei
- Poesie albanesi del secolo XV.: Canti di Milosao, figlio del despota di Scutari (’Albán költészet a 15. századból: Milosao, a szkutari despota fiának énekei’). Napoli: Tipografia Guttenberg. 1836.   XII, 96 o.
- Canti storici albanesi di Serafina Thopia, moglie del principe Nicola Ducagino (’Serafina Topia, Nikollë Dukagjini(wd) fejedelem feleségének albán históriás énekei’). Napoli: Boeziana. 1839.
- Canti di Serafina Thopia, principessa di Zadrina nel secolo XV (’Zadrima 15. századi fejedelemasszonya, Serafina Topia énekei’). Napoli: Domenico Capasso. 1843.
- Canti di Milosao, figlio del despota di Scutari (’Milosao, a szkutari despota fiának énekei’). Napoli: (kiadó nélkül). 1847.   136 o.
- Principii di estetica (’Az esztétika alapelvei’). Napoli: (kiadó nélkül). 1861.
- Antichità della nazione albanese e sua affinità con gli Elleni e i Latini (’Az albán nép az ókorban és viszonya a görögökhöz és latinokhoz’). Napoli: Stamperia dell’Industria. 1864.   40 o.
- Rapsodie d’un poema albanese raccolte nelle colonie del Napoletano (’A Nápoly környéki albánok körében gyűjtött vers rapszódiái’). Napoli: Federigo Bencini. 1866.   106 o.
- Scanderbeccu i pa faan: Storie del secolo XV (’A szerencsétlen Szkander bég: Történetek a 15. századból’). Corigliano Calabro: Tipografia Albanese. 1872.   176 o.
- Quanto di libertà ed oftimo vivere sia nello stato rappresentativo (’A szabadság és népjólét foka a népképviseleti államban’). Napoli: (kiadó nélkül). 1882.
- Caratteri e grammatica della lingua albanese (’Az albán nyelv sajátosságai’). Corigliano Calabro: Popolano. 1894.   100 o.
- Antologia albanese tradotta fedelmente in italiano: Appendice alla grammatica (’Albán antológia, híven olasz nyelvre ültetve: Nyelvtani függelékkel’). Napoli: Morano. 1896.   82 o.
- Uno specchio d’umano transito: Vita di Serafina Thopia, Principessa di Ducagino (’Az emberi múlandóság tüköre: Serafina Topia dukagjini fejedelemasszony élete’). Napoli: Di Gennaro & Morano. 1898.   46 o.
- Autobiologia I–IV. (’Önéletírás I–IV.’). Cosenza; Napoli: Gennaro & Morano: (kiadó nélkül). 1898–1899.